# Ephippiochthonius apulicus
Espèce
Synonymes
- Chthonius apulicus Beier, 1958

Ephippiochthonius apulicus est une espèce de pseudoscorpions de la famille des Chthoniidae.

## Distribution
Cette espèce est endémique des Pouilles en Italie,. Elle se rencontre dans la grotte Grotta Paglicci à Rignano Garganico,

## Description
Le mâle décrit par Gardini en 2013 mesure 2,5 mm.

## Étymologie
Son nom d'espèce lui a été donné en référence au lieu de sa découverte, les Pouilles.

## Publication originale
- Beier, 1958 : Pseudoscorpione aus Gargano (Apulien). Memorie di Biogeografica Adriatica, vol. 4, p. 27-31.